# Makaha
Makaha is een plaats (census-designated place) in de Amerikaanse staat Hawaï, en valt bestuurlijk gezien onder Honolulu County.

## Demografie
Bij de volkstelling in 2000 werd het aantal inwoners vastgesteld op 7753.

## Geografie
Volgens het United States Census Bureau beslaat de plaats een oppervlakte van
13,5 km², waarvan 6,0 km² land en 7,5 km² water.

## Plaatsen in de nabije omgeving
De onderstaande figuur toont nabijgelegen plaatsen in een straal van 16 km rond Makaha.